# ميلتون وولف
ميلتون وولف (بالإنجليزية: Milton Wolff)‏ (و. 1915 – 2008 م) هو جندي من الولايات المتحدة الأمريكية ولد في مدينة نيويورك